# Bělostrom
Bělostrom (Leucadendron) je rod rostlin z čeledi proteovité (Proteaceae), rozšířený v jižní Africe.

## Životní nároky
Tento rod vyžaduje dostatek světla a chudou, dobře propustnou, neutrální až kyselou půdu. Leucadendron argenteum roste na jílovitých půdách, Leucadendron discolor častěji na skalnatých pískovcích.

## Zástupci
V Jižní Africe existuje přes 80 druhů rodu bělostrom. Jsou to stálezelené stromy nebo keře s listy stříbřitě bílými a jednotlivými terminálními květy. Některé druhy mají v přírodě nejistou budoucnost, protože jejich přirozené stanoviště, známá fynbos v Jižní Africe, čelí vážnému ohrožení z přeměňování půdy na zemědělskou, z invazních druhů a požárů.

### Příklady
Druh Leucadendron argenteum (ohrožený druh dle Červeného seznamu 2000) je keř, který se nachází pouze na Západním mysu Jižní Afriky, především na svazích Stolové hory, Odhadovaný počet dospělých jedinců je větší než 10000. Expanze Kapského Města (viz Kapské Město) a zakládání plantáží jsou největší hrozbou tomuto druhu. Znepokojující je také míchání genové základny dalším rozsáhlým vysazováním tohoto druhu. Zdá se, že tento druh v přírodě neregeneruje příliš snadno.
Leucadendron discolor (ohrožený druh dle Červeného seznamu 2000), je vysoký keř někdy dorůstající do rozměru stromu, a je omezen na západní svahy Pikerberg Mountains, tedy na Západní mys. Celkový počet dospělých jedinců se pohybuje mezi 1 000-5 000, rozdělených do tří nebo čtyř větších subpopulací, a dále jsou to jednotlivé rozptýlené keře, které se vyskytují na území velkém asi 20 km2 . Téměř polovina populace je v chráněném území, kde se dodržují programy proti invazním druhům.